# Pierre Barret
Pierre Barret nacido el 15 de julio de 1936 en Firminy y fallecido el 17 de octubre de 1988 (52 años) en Boulogne-Billancourt, es un periodista, escritor, historiador y autor de canciones francés. 

## Biografía
Pierre Barret, procedente de una familia burguesa, perdió a su madre a la edad de ocho años. A los veinte años interrumpió sus estudios en HEC Paris para incorporarse a los comandos navales e ir a la guerra en Argelia donde fue jefe de sección en el "Commando Jaubert", con el grado de Enseigne de Vaisseau.
Después de la guerra de Argelia, retomó sus estudios en el HEC Paris donde se graduó, escuela en la que una sala lleva su nombre.
Fue primero director general de Express Union, la editorial de L'Express, luego director general del periódico L'Express y finalmente director general de la emisora de radio Europe 1 hasta 1986.
Apasionado de las motos, poseía una versión de carreras JPS "John Player Special" del famoso Norton Commando, fue cofundador, junto con el periodista italiano Guido Bettiol, de la revista Moto-Journal que aportó un tono nuevo e iconoclasta al mundo de la prensa motociclista. También le apasionan los ultraligeros con los que cruza el mar Mediterráneo, desde Annaba hasta Mónaco.
Apasionado de la Edad Media, coescribió con Jean-Noël Gurgand varias obras sobre las Cruzadas.
También es autor de varias canciones históricas, cantadas por Michel Sardou: L'An mille, Les Routes de Rome, Un jour la liberté.
Casado, padre de dos hijas, en 1984 se convirtió en compañero de Mireille Darc, con quien se instaló en una casa en Boulogne-Billancourt.
Herido durante la guerra de Argelia, fue sometido a una transfusión de sangre que le provocó hepatitis B, a pesar de un trasplante de hígado realizado en mayo de 1988 por Henri Bismuth, murió de cirrosis hepática el 17 de octubre de 1988 a la edad de 52 años.

## Premios
- Prix Broquette-Gonin[4]
- 1981 : prix Thérouanne, con Jean-Noël Gurgand[5]

## Obras
- Si je t'oublie Jérusalem, Hachette, 1983. ISBN 978-2-01-008329-7
- Les Tournois de Dieu :

1. Le Templier de Jérusalem, Robert Laffont, 1977 ISBN 978-2-221-00250-6
2. La Part des pauvres, Robert Laffont, 1978 ISBN  978-2-253-02656-3
3. Et nous irons au bout du monde, Robert Laffont, 1981 ISBN 978-2-221-00326-8

- Le Roi des derniers jours, l'exemplaire et très cruelle histoire des rebaptisés de Münster (1534-1535), Complexe, 1985 ISBN 978-2-87027-165-0
- Priez pour nous à Compostelle, Hachette, éd. 1999 ISBN 978-2-01-235507-1
- Ils voyageaient la France, avec Jean-Noël Gurgand, Hachette, éd. 1980 ISBN 2-01-006195-0